# Amitájus

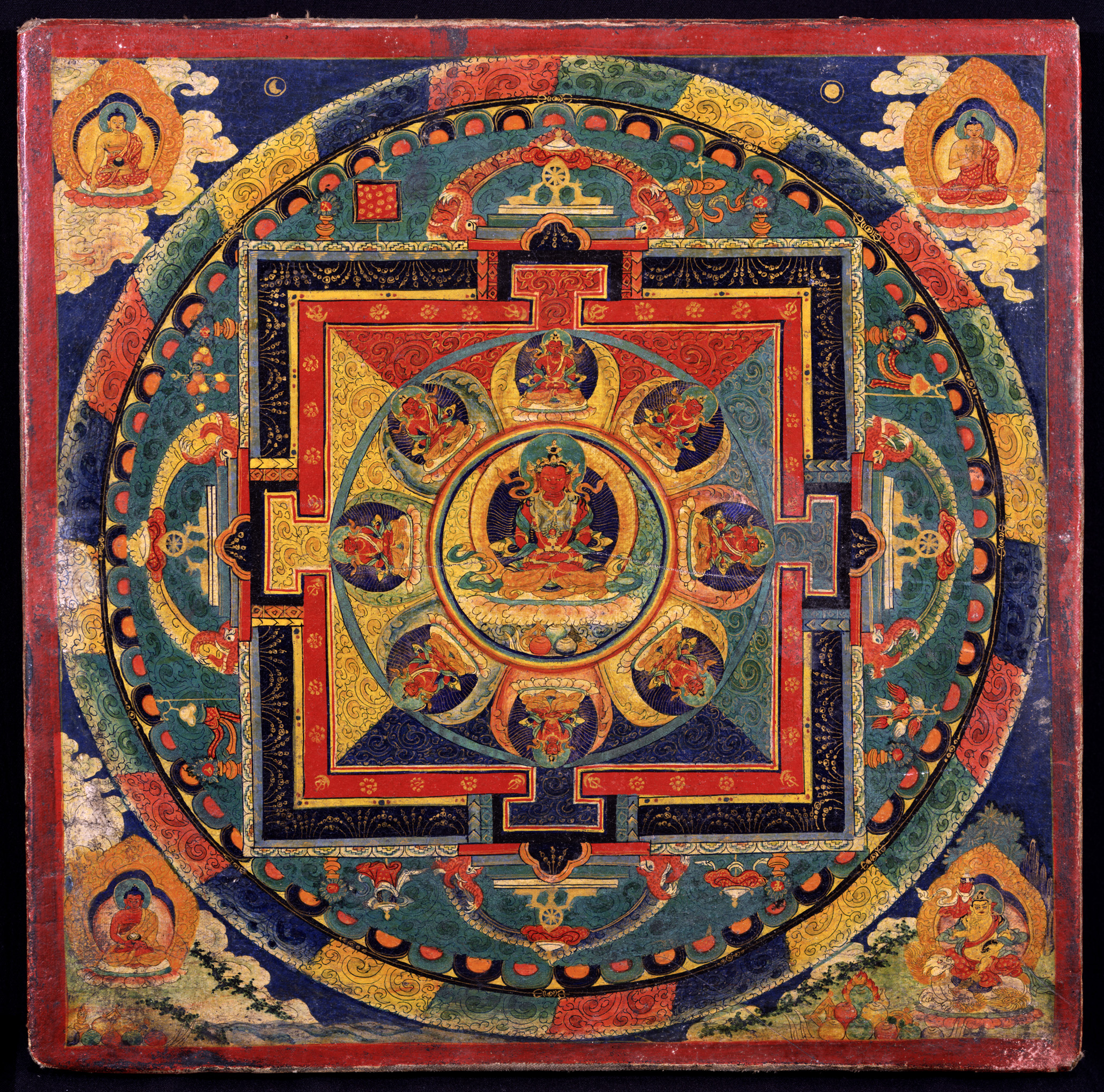
Amitájus v tibetské mandale

Amitájus (v sanskrtu; tibetsky Tsepagme, česky „Buddha Neomezeného života“) je buddha dlouhověkosti, zásluh a moudrosti. Podle buddhistického učení je možné v nás tyto kvality, díky meditaci na Amitájuse, rozvinout. Cílem praxe Buddhy Neomezeného života je dosažení nesmrtelného stavu osvícení. V buddhismu je tento buddha používán také k odstranění překážek, které by mohly přivádět životy ostatních do nebezpečí.

## Ikonografie
Buddha Neomezeného života má červenou barvu a je zobrazován v sedící pozici s rukama složenýma v klíně, držící misku s nektarem a stromem dlouhého života. Sedí v plné meditační pozici na lotosovém květu a měsíčním disku.